# Gran Premio di superbike di Laguna Seca 2014
Il Gran Premio di superbike di Laguna Seca 2014 è stato la nona prova del mondiale superbike del 2014. Non prevista la presenza della gara del mondiale Supersport in questo GP.
Nelle gare si registrano le vittorie di Marco Melandri nella prima e di Tom Sykes nella seconda.

## Gara 1
Fonte
Vittoria nella prima gara per l'Aprilia RSV4 Factory guidata da Marco Melandri, con il pilota italiano che in questo modo realizza la sua terza affermazione stagionale. Secondo Sylvain Guintoli (compagno di squadra di Melandri nel team Aprilia Racing) e Tom Sykes terzo a completare il podio.
David Salom con la Kawasaki ZX-10R del team Kawasaki Racing, grazie al decimo posto in gara, risulta il primo nel novero dei piloti iscritti alla classe EVO.

### Arrivati al traguardo
| Pos. | Nº | Pilota               | Squadra                      | Motocicletta               | Giri | Tempo     | Griglia | Punti |
| ---- | -- | -------------------- | ---------------------------- | -------------------------- | ---- | --------- | ------- | ----- |
| 1º   | 33 | Marco Melandri       | Aprilia Racing               | Aprilia RSV4 Factory       | 25   | 35'07.782 | 5º      | 25    |
| 2º   | 50 | Sylvain Guintoli     | Aprilia Racing               | Aprilia RSV4 Factory       | 25   | +0.905    | 2º      | 20    |
| 3º   | 1  | Tom Sykes            | Kawasaki Racing              | Kawasaki ZX-10R            | 25   | +6.627    | 1º      | 16    |
| 4º   | 34 | Davide Giugliano     | Ducati Superbike             | Ducati 1199 Panigale R     | 25   | +13.574   | 4º      | 13    |
| 5º   | 24 | Toni Elías           | Red Devils Roma              | Aprilia RSV4 Factory       | 25   | +13.855   | 9º      | 11    |
| 6º   | 65 | Jonathan Rea         | Pata Honda                   | Honda CBR1000RR            | 25   | +15.575   | 10º     | 10    |
| 7º   | 91 | Leon Haslam          | Pata Honda                   | Honda CBR1000RR            | 25   | +18.820   | 7º      | 9     |
| 8º   | 22 | Alex Lowes           | Voltcom Crescent Suzuki      | Suzuki GSX-R1000           | 25   | +20.184   | 11º     | 8     |
| 9º   | 76 | Loris Baz            | Kawasaki Racing              | Kawasaki ZX-10R            | 25   | +34.479   | 8º      | 7     |
| 10º  | 44 | David Salom          | Kawasaki Racing              | Kawasaki ZX-10R EVO        | 25   | +37.463   | 15º     | 6     |
| 11º  | 59 | Niccolò Canepa       | Althea Racing                | Ducati 1199 Panigale R EVO | 25   | +45.440   | 12º     | 5     |
| 12º  | 52 | Sylvain Barrier      | BMW Motorrad Italia          | BMW S1000 RR EVO           | 25   | +47.538   | 13º     | 4     |
| 13º  | 67 | Bryan Staring        | Iron Brain Grillini Kawasaki | Kawasaki ZX-10R EVO        | 25   | +49.750   | 17º     | 3     |
| 14º  | 11 | Jérémy Guarnoni      | MRS Kawasaki                 | Kawasaki ZX-10R EVO        | 25   | +55.420   | 21º     | 2     |
| 15º  | 19 | Leon Camier          | MV Agusta Reparto Corse      | MV Agusta F4 RR            | 25   | +58.449   | 19º     | 1     |
| 16º  | 21 | Alessandro Andreozzi | Team Pedercini               | Kawasaki ZX-10R EVO        | 25   | +1:08.922 | 20º     |       |
| 17º  | 16 | Gábor Rizmayer       | BMW Team Toth                | BMW S1000 RR               | 25   | +1:17.853 | 24º     |       |
| 18º  | 99 | Geoff May            | Hero EBR                     | EBR 1190 RX                | 25   | +1:18.084 | 22º     |       |
| 19º  | 18 | Chris Ulrich         | Geico Motorcycle Road Rac.   | Honda CBR1000RR            | 24   | +1 giro   | 26º     |       |
| 20º  | 32 | Sheridan Morais      | Iron Brain Grillini Kawasaki | Kawasaki ZX-10R EVO        | 22   | +3 giri   | 18º     |       |

### Ritirati
| Nº | Pilota          | Squadra                 | Motocicletta           | Giri | Griglia |
| -- | --------------- | ----------------------- | ---------------------- | ---- | ------- |
| 72 | Larry Pegram    | Foremost Insurance EBR  | EBR 1190 RX            | 22   | 23º     |
| 56 | Péter Sebestyén | BMW Team Toth           | BMW S1000 RR EVO       | 15   | 27º     |
| 20 | Aaron Yates     | Hero EBR                | EBR 1190 RX            | 13   | 25º     |
| 58 | Eugene Laverty  | Voltcom Crescent Suzuki | Suzuki GSX-R1000       | 7    | 6º      |
| 7  | Chaz Davies     | Ducati Superbike        | Ducati 1199 Panigale R | 1    | 3º      |

### Fuori classifica
La Bimota BB3, motocicletta portata in gara dal team Bimota Alstare, partecipa al campionato anche se non ha ancora ottenuto l'omologazione da parte della FIM, pertanto i piazzamenti dei due piloti non vengono considerati, quindi non gli vengono assegnati punti per le classifiche mondiali.
| Nº | Pilota          | Squadra        | Motocicletta   | Giri | Tempo    | Griglia |
| -- | --------------- | -------------- | -------------- | ---- | -------- | ------- |
| 2  | Christian Iddon | Bimota Alstare | Bimota BB3 EVO | 25   | +48.321  | 14º     |
| 86 | Ayrton Badovini | Bimota Alstare | Bimota BB3 EVO | 7    | Ritirato | 16º     |

## Gara 2
Fonte
La seconda prova viene ridotta a soli 7 giri, a causa di due interruzioni per bandiera rossa e altrettante successive ripartenze. In questa brevissima gara, vince Tom Sykes con la Kawasaki ZX-10R, giunto all'ottava vittoria stagionale, ventiduesima della sua carriera nel mondiale Superbike. Vanno a completare il podio Sylvain Guintoli e Jonathan Rea, rispettivamente secondo e terzo.
Primo dei piloti dotati di motociclette con specifiche EVO risulta Ayrton Badovini, anche se la sua Bimota BB3 non è ancora omologata dalla FIM, pertanto non gli vengono assegnati punti.
Alla chiusura delle due gare di questo GP, il campionato piloti vede Sykes confermarsi leader con 325 punti, con Guintoli secondo con 281 punti (44 punti di ritardo dal primo posto) e Rea terzo con 261 punti.

### Arrivati al traguardo
| Pos. | Nº | Pilota               | Squadra                      | Motocicletta         | Giri | Tempo    | Griglia | Punti |
| ---- | -- | -------------------- | ---------------------------- | -------------------- | ---- | -------- | ------- | ----- |
| 1º   | 1  | Tom Sykes            | Kawasaki Racing              | Kawasaki ZX-10R      | 7    | 9'51.346 | 1º      | 25    |
| 2º   | 50 | Sylvain Guintoli     | Aprilia Racing               | Aprilia RSV4 Factory | 7    | +1.014   | 2º      | 20    |
| 3º   | 65 | Jonathan Rea         | Pata Honda                   | Honda CBR1000RR      | 7    | +2.793   | 10º     | 16    |
| 4º   | 58 | Eugene Laverty       | Voltcom Crescent Suzuki      | Suzuki GSX-R1000     | 7    | +3.681   | 6º      | 13    |
| 5º   | 24 | Toni Elías           | Red Devils Roma              | Aprilia RSV4 Factory | 7    | +4.165   | 9º      | 11    |
| 6º   | 76 | Loris Baz            | Kawasaki Racing              | Kawasaki ZX-10R      | 7    | +7.160   | 8º      | 10    |
| 7º   | 91 | Leon Haslam          | Pata Honda                   | Honda CBR1000RR      | 7    | +7.331   | 7º      | 9     |
| 8º   | 44 | David Salom          | Kawasaki Racing              | Kawasaki ZX-10R EVO  | 7    | +15.061  | 15º     | 8     |
| 9º   | 21 | Alessandro Andreozzi | Team Pedercini               | Kawasaki ZX-10R EVO  | 7    | +15.674  | 20º     | 7     |
| 10º  | 19 | Leon Camier          | MV Agusta Reparto Corse      | MV Agusta F4 RR      | 7    | +17.015  | 19º     | 6     |
| 11º  | 11 | Jérémy Guarnoni      | MRS Kawasaki                 | Kawasaki ZX-10R EVO  | 7    | +18.338  | 21º     | 5     |
| 12º  | 67 | Bryan Staring        | Iron Brain Grillini Kawasaki | Kawasaki ZX-10R EVO  | 7    | +19.270  | 17º     | 4     |
| 13º  | 32 | Sheridan Morais      | Iron Brain Grillini Kawasaki | Kawasaki ZX-10R EVO  | 7    | +20.040  | 18º     | 3     |
| 14º  | 72 | Larry Pegram         | Foremost Insurance EBR       | EBR 1190 RX          | 7    | +23.845  | 23º     | 2     |
| 15º  | 16 | Gábor Rizmayer       | BMW Team Toth                | BMW S1000 RR         | 7    | +25.592  | 24º     | 1     |
| 16º  | 99 | Geoff May            | Hero EBR                     | EBR 1190 RX          | 7    | +26.688  | 22º     |       |
| 17º  | 18 | Chris Ulrich         | Geico Motorcycle Road Rac.   | Honda CBR1000RR      | 7    | +31.893  | 26º     |       |

### Ritirati
| Nº | Pilota           | Squadra          | Motocicletta               | Giri | Griglia |
| -- | ---------------- | ---------------- | -------------------------- | ---- | ------- |
| 34 | Davide Giugliano | Ducati Superbike | Ducati 1199 Panigale R     | 2    | 4º      |
| 33 | Marco Melandri   | Aprilia Racing   | Aprilia RSV4 Factory       | 2    | 5º      |
| 59 | Niccolò Canepa   | Althea Racing    | Ducati 1199 Panigale R EVO | 0    | 12º     |

### Non partiti
| Nº | Pilota          | Squadra                 | Motocicletta           | Griglia |
| -- | --------------- | ----------------------- | ---------------------- | ------- |
| 52 | Sylvain Barrier | BMW Motorrad Italia     | BMW S1000 RR EVO       | 13º     |
| 22 | Alex Lowes      | Voltcom Crescent Suzuki | Suzuki GSX-R1000       | 11º     |
| 7  | Chaz Davies     | Ducati Superbike        | Ducati 1199 Panigale R | 3º      |
| 20 | Aaron Yates     | Hero EBR                | EBR 1190 RX            | 25º     |
| 56 | Péter Sebestyén | BMW Team Toth           | BMW S1000 RR EVO       | 27º     |

### Fuori classifica
La Bimota BB3, motocicletta portata in gara dal team Bimota Alstare, partecipa al campionato anche se non ha ancora ottenuto l'omologazione da parte della FIM, pertanto i piazzamenti dei due piloti non vengono considerati, quindi non gli vengono assegnati punti per le classifiche mondiali.
| Nº | Pilota          | Squadra        | Motocicletta   | Giri | Tempo   | Griglia |
| -- | --------------- | -------------- | -------------- | ---- | ------- | ------- |
| 86 | Ayrton Badovini | Bimota Alstare | Bimota BB3 EVO | 7    | +14.560 | 16º     |
| 2  | Christian Iddon | Bimota Alstare | Bimota BB3 EVO | 7    | +14.892 | 14º     |